# Лівада (комуна)
Лівада (рум. Livada) — комуна у повіті Арад в Румунії. До складу комуни входять такі села (дані про населення за 2002 рік):
- Лівада (1369 осіб) — адміністративний центр комуни
- Синлянь (1523 особи)

Комуна розташована на відстані 418 км на північний захід від Бухареста, 8 км на північний схід від Арада, 53 км на північ від Тімішоари.

## Населення
За даними перепису населення 2002 року у комуні проживали 2892 особи.
Національний склад населення комуни:
| Національність | Кількість осіб | Відсоток |
| -------------- | -------------- | -------- |
| румуни         | 2506           | 86,7%    |
| угорці         | 327            | 11,3%    |
| німці          | 43             | 1,5%     |
| цигани         | 6              | 0,2%     |
| словаки        | 2              | 0,1%     |
| італійці       | 1              | < 0,1%   |

Рідною мовою назвали:
| Мова       | Кількість осіб | Відсоток |
| ---------- | -------------- | -------- |
| румунська  | 2531           | 87,5%    |
| угорська   | 312            | 10,8%    |
| німецька   | 34             | 1,2%     |
| циганська  | 5              | 0,2%     |
| словацька  | 2              | 0,1%     |
| італійська | 1              | < 0,1%   |

Склад населення комуни за віросповіданням:
| Релігія            | Кількість осіб | Відсоток |
| ------------------ | -------------- | -------- |
| православні        | 1896           | 65,6%    |
| п'ятдесятники      | 534            | 18,5%    |
| реформати          | 208            | 7,2%     |
| римо-католики      | 162            | 5,6%     |
| баптисти           | 49             | 1,7%     |
| греко-католики     | 24             | 0,8%     |
| не релігійні       | 8              | 0,3%     |
| адвентисти         | 4              | 0,1%     |
| атеїсти            | 2              | 0,1%     |
| бретрени           | 1              | < 0,1%   |
| не вказали релігію | 1              | < 0,1%   |